# Gare de Bellingmo
La gare de Bellingmo est une gare ferroviaire norvégienne de la ligne de Røros située à Bellingmo sur le territoire de la commune d'Alvdal dans le Comté de Hedmark. 
C'est une halte voyageurs.

## Situation ferroviaire
Établie à 476 mètres d'altitude, la gare de Bellingmo est située au point kilométrique (PK) 311,68 de la ligne de Røros, entre les gares ouvertes de Hanestad et de Alvdal.

## Service des voyageurs

### Accueil
Halte voyageurs, c'est un point d'arrêt non géré (PANG) à accès libre.